# Diéthyldithiocarbamate de sodium
Le diéthyldithiocarbamate de sodium est un composé chimique de formule NaS2CN(C2H5)2 de la famille des dithiocarbamates.  Ce sel est obtenu en faisant réagir du sulfure de carbone avec une diéthylamine en présence d'hydroxyde de sodium.
Il a été utilisé comme médicament ;
- contre le cancer pour son action chélatrice et synergique avec des métaux toxiques utilisés sous forme de diéthyldithiocarbamate également appelés ditiocarbe ou ditiocarbe sodique  (= principal métabolite du disulfirame) pour tuer les cellules cancéreuses (en association avec du carboplatine pour un traitement moins toxique qu'avec du cisplatine pour le cancer de l'ovaire par exemple[4],[5])
- et comme antirétroviral (ex : Imuthiol du laboratoire Pasteur-Mérieux) contre le SIDA (retiré en 1991 de la vente pour ce dernier usage, car deux premières études avaient laissé penser que l'imuthiol pouvait diminuer l'infection par le VIH, les patients qui l'ont utilisé lors de l'essai randomisé HIV 87 (10 mg·kg-1 par voie orale une fois par semaine avec suivi de 24 semaines de 1 333 patients inclus dans 20 centres, la moitié de ces patients recevant un placebo) ont finalement été plus nombreux à mourir et ont développé un sida plus rapidement pour ceux qui étaient porteurs asymptomatiques[pas clair][6],[7].